# 中島村 (石川県能美郡)
中島村（なかじまむら）は石川県能美郡にあった村。現在の川北町の東部にあたる。

## 地理
- 河川 ： 手取川

## 歴史
- 1889年（明治22年）4月1日 - 町村制の施行により、三反田村、宮竹新村の区域及び灯台笹村の区域の内、藤蔵島の区域をもって、中島村が発足する。
- 1907年（明治40年）8月5日 - 中島村、草深村及び砂川村が合併して、川北村が発足する。